# Melipotis walkeri
Melipotis walkeri är en fjärilsart som beskrevs av Butler 1892. Melipotis walkeri ingår i släktet Melipotis och familjen nattflyn. Inga underarter finns listade i Catalogue of Life.